# Quodlibet

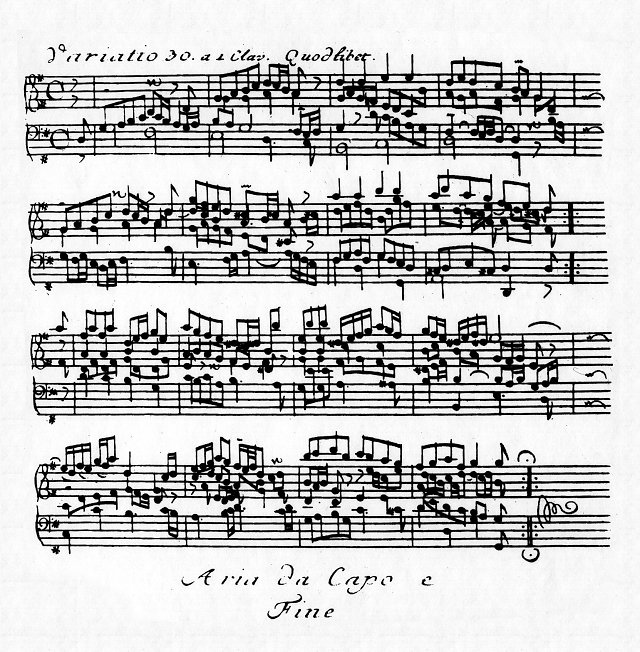
Quodlibet de las Variaciones Goldberg, variación n.º 30, Bach, 1742.

Quodlibet (del latín:  ‘cualquiera’) es una forma musical que combina diferentes melodías en contrapunto, usualmente temas populares, y a menudo en forma sencilla. Un ejemplo muy conocido se encuentra en el final de las Variaciones Goldberg, Variación n.º 30, de Bach. Otro ejemplo es Galimathias Musicum (KV 32), un quodlíbet a diecisiete partes compuesto por Wolfgang Amadeus Mozart cuando tenía alrededor de diez años de edad.
Otros quodlíbets pueden encontrarse en la música de misas de Jacob Obrecht, que suele combinar temas populares con canto llano y música original.
Hay también una canción para cuatro solistas y bajo continuo de Bach, llamada Quodlíbet de boda, o solo Quodlíbet, BWV 524, que no es un verdadero quodlíbet de acuerdo a la definición arriba detallada, sino una procesión de diez minutos de duración que incluye textos sin sentido, bromas, juegos de palabras y parodias de otras canciones. En determinado punto la música imita una chacona y una fuga, y a veces mezcla deliberadamente las líneas corales. Es diferente de cualquier otro trabajo de Bach, hasta el punto de que algunos dudan sobre su autoría.
Otro ejemplo de quodlibet es la obra a seis voces de Francisco de Peñalosa (ca. 1460-1528) Por las sierras de Madrid, del Cancionero Musical de Palacio, en la que el bajo canta en latín las palabras de los Hechos
de los Apóstoles loquebantur variis linguis magnalia Dei (‘y se pusieron [los Apóstoles] a hablar en varias lenguas para alabar las maravillas de Dios’) frente a las otras cuatro voces superiores, que cantan, en castellano, diferentes melodías profanas de delicado sabor popular. A su vez, todos estos textos cantados se oponen a la glosa instrumental que figura en la voz superior.

## Significados relacionados
- Quodlibet se refiere también a una forma de desempeño académico o examen oral (usualmente teológico) en la que cualquier pregunta puede ser presentada en forma extemporánea. Durante el siglo XIII eran populares los debates estilo quodlibet.

- Quodlibet se emplea en lógica como abreviatura de ex falso quodlibet, para referirse al hecho de que de un conjunto inconsistente de sentencias se sigue cualquier otra.

## Los quodlibet según Michael Praetorius
Michael Praetorius, en su libro Syntagma musicum, fue el primero en sistematizar la clasificación de los Quodlibet; algunos de sus comentarios son:
- Acerca de la música que es compuesta a partir de varias otras fuentes:

"Messanza o Mistichanza": una mezcla hecha de todo tipo de hierbas ("salata de Mistichanza"). Comúnmente denominada Quodlibet porque consiste bien en una línea entera o media línea de texto con las notas de la melodía que lo acompañan ubicados sobre ella extractadas de diferentes motetes, madrigales u otras canciones seculares alemanas, de naturaleza cómica. Estas parte separadas, que son como parches, son luego puestas juntas para formar una envolvente completa.
- Hay tres tipos de Quodlibet:

1- Algunos tienen en todas las voces un texto particular y completo, por ejemplo un quodlibet de Johann Goldelio (?) en el que una voz tiene el texto del coral "Erhalt uns Herr", en otra voz "Ach Gott Von Himmel", en la tercera voz "Vater Unser in Himmel", en la cuarta voz "Wir Glauben" y en la quinta voz "Durch Adam Fall". Todos estos corales son cantos completos de principio al fin.
2- Otros tienen diferente texto en cada voz, pero cada uno ha sido completamente mutilado y cortado en varios trozos. Un ejemplo de esto puede encontrarse en el Quotlibet de Nicholaus Zangius (1570-1618).
3- Algunos Quodlibets tienen el mismo texto en todas las voces, aunque algunas son incompletas y terminan súbitamente cuando otra voz toma su lugar, como resulta evidente en los Quodlibets de Melchior Franck.
Así, en esencia, Praetorius dice que un Quodlibet es una composición vocal con líneas musicales construidas a partir de:
- Simultaneidad (polifonía): la combinación de texto y melodía para un verso entero del coral o canción es cantado por una voz determinada. Las otras voces hacen lo mismo con diferentes melodías corales o canciones que reciben un tratamiento similar (se escuchan varias melodías simultáneamente).

- Modo sucesivo: (polifónico u homofónico) la unión de fragmentos (quizá frases famosas) se encuentra en cada parte o línea vocal, no simultáneamente, sino saltando de una a otra en forma sucesiva.

- Listado (generalmente homofónico): donde el mismo fragmento de texto es compartido por otras voces simultáneamente (armonía en bloque o incluso a unísono), pero en una forma secuencial que agrega nuevos elementos extraños o cómicos de personas conocidas, referencias a quienes cantan o escuchan, etcétera.